# U 96 (U-Boot, 1940)
U 96 war ein deutsches U-Boot vom Typ VII C, das im Zweiten Weltkrieg von der deutschen Kriegsmarine eingesetzt wurde. Es wurde durch den Roman Das Boot und dessen Verfilmung aus dem Jahr 1981 bekannt.
U 96 hatte während seiner Dienstzeit elf Einsätze, bei denen 29 Schiffe mit 178.651 BRT versenkt und vier Schiffe mit 33.000 BRT beschädigt wurden. Am 15. Februar 1945 wurde es in Wilhelmshaven außer Dienst gestellt und am 30. März bei einem Luftangriff zerstört, ohne dass Personen an Bord waren.

## Geschichte
Der Auftrag für das Boot wurde am 30. Mai 1938 an die Germaniawerft in Kiel vergeben. Die Kiellegung erfolgte am 16. September 1939, der Stapellauf am 1. August 1940, die Indienststellung unter Kapitänleutnant Heinrich Lehmann-Willenbrock fand schließlich am 14. September 1940 statt. Leitender Ingenieur war bis einschließlich der 7. Unternehmung Friedrich Grade.
Das Boot gehörte nach seiner Indienststellung am 10. August 1940 bis zum 31. März 1943 als Ausbildungs- und Frontboot zur 7. U-Flottille erst in Kiel und dann in St. Nazaire. Nach seiner aktiven Dienstzeit als Frontboot kam es vom 1. April 1943 bis zum 30. Juni 1944 als Ausbildungsboot zur 24. U-Flottille in Memel, und schließlich kam es vom 1. Juli 1944 bis zu seiner Außerdienststellung am 15. Februar 1945 als Schulboot zur 22. U-Flottille nach Gotenhafen bzw. Wilhelmshaven, wo es am 30. März 1945 durch einen Luftangriff zerstört wurde.

## Einsatzstatistik

### Erste Unternehmung

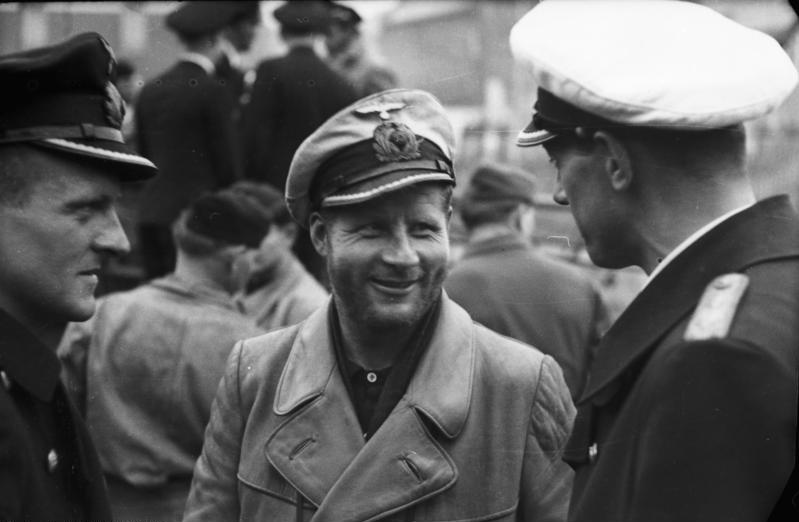
Kapitänleutnant Heinrich Lehmann-Willenbrock kehrt mit U 96 heim (25. Mai 1941 in St. Nazaire)

Das Boot lief am 4. Dezember 1940 um 5.00 Uhr von Kiel aus und am 29. Dezember 1940 um 16.13 Uhr in Lorient ein. U 96 lief am 5. Dezember 1940 zur Ergänzung in Frederikshavn ein und am 6. Dezember 1940 wieder aus. Auf dieser 26 Tage dauernden und 4.657 sm über und 120 sm unter Wasser langen Unternehmung in den Nordatlantik, dem Nordkanal und westlich der Rockall-Bank wurden fünf Schiffe mit 37.037 BRT versenkt und zwei Schiffe mit 15.864 BRT beschädigt.
- 11. Dezember 1940: Versenkung des britischen Dampfers Rotorua mit 10.890 BRT. Der Dampfer wurde durch einen Torpedo versenkt. Er hatte 10.803 t Stückgut geladen und befand sich auf dem Weg von Lyttelton über Halifax nach Avonmouth. Das Schiff gehörte zum Konvoi HX-92 mit 24 Schiffen. Es gab 22 Tote und 110 Überlebende. (Lage)
- 11. Dezember 1940: Versenkung des niederländischen Dampfers Towa mit 5.419 BRT. Der Dampfer wurde durch einen Torpedo versenkt. Er hatte 7.778 t Getreide und 40 LKWs geladen und befand sich auf dem Weg von Sorel (Kanada) nach London. Das Schiff gehörte zum Konvoi HX-92. Es gab 18 Tote und 19 Überlebende. (Lage)
- 12. Dezember 1940: Versenkung des schwedischen Motorschiffes Stureholm mit 4.575 BRT. Das Schiff wurde durch einen Torpedo versenkt. Es hatte Stahl geladen und befand sich auf dem Weg von Grangemouth nach Hull. Das Schiff gehörte zum Konvoi HX-92. Totalverlust mit 32 Toten. (Lage)
- 12. Dezember 1940: Versenkung des belgischen Dampfers Macedonier mit 5.227 BRT. Der Dampfer wurde durch einen Torpedo versenkt. Er hatte 6.800 t Phosphat geladen und war auf dem Weg von Tampa zum Tees. Das Schiff gehörte zum Konvoi HX-92. Es gab vier Tote und 37 Überlebende. (Lage)
- 14. Dezember 1940: Versenkung des britischen Motorschiffes Western Prince mit 10.926 BRT. Das Schiff wurde durch einen Torpedo versenkt. Es hatte 3.384 t Metalle, 1.864 t Stoffe und 511 t Stückgut sowie 61 Passagiere an Bord und war auf dem Weg von New York über Halifax (Nova Scotia) nach Liverpool. Das Schiff gehörte zum Konvoi HX-92. Es gab neun Tote und 99 Überlebende. (Lage)
- 14. Dezember 1940: Beschädigung des britischen Dampfers Empire Razorbill mit 5.118 BRT. Der Dampfer wurde durch Artillerie beschädigt. (Lage)
- 18. Dezember 1940: Beschädigung des niederländischen Tankers Pendrecht mit 10.746 BRT. Der Tanker wurde durch einen Torpedo beschädigt. Das Schiff wurde später am 8. Juni 1941 von U 48 versenkt. (Lage)

### Zweite Unternehmung
Das Boot lief am 9. Januar 1941 um 15.05 Uhr von Lorient aus und lief am 22. Januar 1941 um 14.11 Uhr wieder dort ein. Auf dieser 14 Tage dauernden und 2.624 sm über und 42 sm unter Wasser langen Unternehmung in den Nordatlantik und dem Nordkanal wurden zwei Schiffe mit 29.053 BRT versenkt.
- 16. Januar 1941: Versenkung des britischen Dampfers Oropesa mit 14.118 BRT. Der Dampfer wurde durch drei Torpedos versenkt. Er hatte 8.252 t Kupfer, Mais, Stückgut sowie 39 Passagiere an Bord und befand sich auf dem Weg von Mombasa nach Liverpool. 100 Besatzungsmitglieder und sechs Passagiere wurden getötet, 110 Besatzungsmitglieder und 33 Passagiere wurden gerettet. (Lage)
- 17. Januar 1941: Versenkung des britischen Dampfers Almeda Star mit 14.935 BRT. Der Dampfer wurde durch fünf Torpedos versenkt (ein Fehlschuss und vier Treffer). Er fuhr in Ballast, hatte aber 194 Passagiere an Bord und befand sich auf dem Weg von Liverpool nach Buenos Aires. Es war ein Totalverlust mit 360 Toten. (Lage)

### Dritte Unternehmung
Das Boot lief am 30. Januar 1941 um 18.05 Uhr von Lorient aus, und am 28. Februar 1941 um 18.00 Uhr in Saint-Nazaire ein. Auf dieser 30 Tage dauernden und 4.816 sm über und 188 sm unter Wasser langen Unternehmung in den Nordatlantik südlich von Island wurden sieben Schiffe mit 45.478 BRT versenkt.
- 13. Februar 1941: Versenkung des britischen Tankers Clea mit 8.074 BRT. Der Tanker wurde durch einen Torpedo und Artillerie versenkt. Er hatte Dieselöl geladen und befand sich auf dem Weg von Curaçao nach Loch Ewe und Scapa Flow. Das Schiff war ein Nachzügler des Konvois HX-106 mit 106 Schiffen. Es war ein Totalverlust mit 59 Toten. (Lage)
- 14. Februar 1941: Versenkung des britischen Tankers Arthur F. Corwin mit 10.516 BRT. Der Tanker wurde durch zwei Torpedos versenkt. Er hatte 14.400 t Benzin geladen und befand sich auf dem Weg von Aruba über Halifax (Nova Scotia) nach Avonmouth. Das Schiff war ein Nachzügler des Konvois HX-106 und vier Stunden zuvor von U 103 beim Angriff auf diesen Geleitzug in Brand geschossen worden.[2] Es war ein Totalverlust mit 46 Toten. (Lage)
- 18. Februar 1941: Versenkung des britischen Dampfers Black Osprey mit 5.589 BRT. Der Dampfer wurde durch einen Torpedo versenkt. Es hatte 4.500 t Stahl sowie Zugmaschinen geladen und befand sich auf dem Weg von Baltimore über Halifax nach Newport (Wales). Das Schiff war ein Nachzügler der Konvois HX-107 mit 21 Schiffen. Es gab 25 Tote und 11 Überlebende. (Lage)
- 22. Februar 1941: Versenkung des britischen Tankers Scottish Standard mit 6.999 BRT. Der Tanker wurde durch einen Torpedo versenkt. Er fuhr in Ballast und war auf dem Weg von Clyde über Loch Ewe nach New York. Das Schiff war ein Nachzügler des Konvois OB-287 mit 44 Schiffen. (Lage)
- 23. Februar 1941: Versenkung des britischen Dampfers Anglo Peruvian mit 5.457 BRT. Der Dampfer wurde durch zwei Torpedos versenkt. Er hatte 3.015 t Kohle geladen und befand sich auf dem Weg von Tyne und Loch Ewe nach Boston. Das Schiff gehörte zum Konvoi OB-288 mit 46 Schiffen. Es gab 29 Tote und 17 Überlebende. (Lage)
- 24. Februar 1941: Versenkung des norwegischen Dampfers Linaria mit 3.385 BRT. Der Dampfer wurde durch einen Torpedo versenkt. Er hatte 2.501 t Kohle geladen und befand sich auf dem Weg von Tyne nach Halifax (Nova Scotia). Das Schiff gehörte zum Konvoi OB-288. Es war ein Totalverlust mit 35 Toten. (Lage)
- 24. Februar 1941: Versenkung des britischen Dampfers Sirikishna mit 5.458 BRT. Der Dampfer wurde durch zwei Torpedos versenkt. Er fuhr in Ballast und war auf dem Weg von Barry nach Halifax (Nova Scotia). Das Schiff gehörte zum aufgelösten Konvoi OB-288. Es war ein Totalverlust mit 33 Toten. (Lage)

### Vierte Unternehmung
Das Boot lief am 12. April 1941 um 16.24 Uhr von Saint-Nazaire aus und lief am 22. Mai 1941 um 18.04 Uhr wieder ein. Auf dieser 41 Tage dauernden und 6.198 sm über und 238 sm unter Wasser langen Unternehmung in den Nordatlantik, den Nordkanal und nach westlich von Irland wurden vier Schiffe mit 30.227 BRT versenkt.
- 28. April 1941: Versenkung des britischen Tankers Oilfield mit 8.516 BRT. Der Tanker wurde durch einen Torpedo versenkt. Er hatte 11.700 t Benzin geladen und befand sich auf dem Weg von Aruba über Halifax (Nova Scotia) nach London. Das Schiff gehörte zum Konvoi HX-121 mit 48 Schiffen. Es gab 47 Tote und acht Überlebende. (Lage)
- 28. April 1941: Versenkung des norwegischen Tankers Caledonia mit 9.892 BRT. Der Tanker wurde durch einen Torpedo versenkt. Er hatte 13.745 t Diesel- und Heizöl geladen und befand sich auf dem Weg von Aruba zum Clyde. Das Schiff gehörte zum Konvoi HX-121 mit 48 Schiffen. Es gab zwölf Tote und 25 Überlebende. (Lage)
- 28. April 1941: Versenkung des britischen Dampfers Port Hardy mit 8.897 BRT. Der Dampfer wurde durch einen Torpedo versenkt. Er hatte 700 t Zinn, 3.000 t Käse, 4.000 t Hammelfleisch, Stückgut sowie zehn Passagiere an Bord und befand sich auf dem Weg von Wellington über Panama nach Ellesmere Port und Avonmouth. Das Schiff gehörte zum Konvoi HX-121. Es gab einen Toten und 97 Überlebende. (Lage)
- 19. Mai 1941: Versenkung des britischen Dampfers Empire Ridge mit 2.922 BRT. Der Dampfer wurde durch einen Torpedo versenkt. Er hatte 3.500 t Eisenerz geladen und befand sich auf dem Weg von Melilla nach Workington. Das Schiff gehörte zum Konvoi HG-61 mit 23 Schiffen. Es gab 31 Tote und zwei Überlebende. (Lage)

### Fünfte Unternehmung
Das Boot lief am 19. Juni 1941 um 14.54 Uhr von Saint-Nazaire aus und am 9. Juli 1941 um 19.12 Uhr wieder dort ein. Auf dieser 21 Tage dauernden und 3.333 sm über und 110 sm unter Wasser langen Unternehmung in den Mittelatlantik, wurde ein Schiff mit 5.954 BRT versenkt.
- 5. Juli 1941: Versenkung des britischen Dampfers Anselm mit 5.954 BRT. Der Dampfer wurde durch einen Torpedo versenkt. Er hatte 1210 Soldaten an Bord und befand sich auf dem Weg von Gourock nach Freetown (Sierra Leone). Vier Crewmitglieder und 250 Soldaten wurden getötet, 97 Crewmitglieder und 960 Soldaten wurden gerettet. (Lage)

### Sechste Unternehmung
Das Boot lief am 2. August 1941 um 11.30 Uhr von Saint-Nazaire aus und am 12. September 1941 um 11.39 Uhr wieder dort ein. Auf dieser 42 Tage dauernden und 6.213,7 sm langen Unternehmung in den Mittelatlantik, westlich von Gibraltar, wurden keine Schiffe versenkt oder beschädigt.

### Siebte Unternehmung
Das Boot lief am 27. Oktober 1941 um 9.52 Uhr von Saint-Nazaire aus. U 96 und drei weitere Boote sollten vor Neufundland die U-Boote der Gruppe Reißewolf ablösen, die in dieser Region Jagd auf alliierte Geleitzüge machten. Der Name der neuen U-Bootgruppe, zu der auch U 552 und U 567 gehörten, sollte Stoßtrupp lauten. Die Bildung und der Einsatz von Stoßtrupp wurde jedoch aufgegeben, nachdem Erich Topp bei der Anfahrt zum Einsatzort den US-amerikanischen Zerstörer Reuben James – und damit das erste Schiff der US Navy in diesem Krieg – versenkt hatte. Karl Dönitz ordnete seine Einsatzkräfte neu und benannte die übriggebliebenen Boote von Stoßtrupp in U-Bootgruppe Schlagetot um. Dann wurden die noch einsatzfähigen Boote der Gruppe Reißewolf mit Schlagetot zusammengeführt und daraus die U-Bootgruppe Raubritter gebildet. Diese Umbenennungen und Neuordnungen riefen innerhalb der U-Bootwaffe einige Verwirrung hervor. U 96 wurde am 27. November 1941 in Vigo durch das als Versorger verwendete Handelsschiff Bessel mit 100 m³ Brennstoff und Proviant versorgt. Auf dieser Fahrt war der Sonderführer (Z) (entspricht dem Dienstrang eines Leutnants) Lothar-Günther Buchheim als Kriegsberichterstatter von der Propagandakompanie an Bord. Auf dieser 41 Tage dauernden und 6.829 sm über und 236 sm unter Wasser langen Unternehmung im Mittelatlantik und westlich von Gibraltar, bei der U 96 nach der Versorgung in Vigo in das Mittelmeer verlegt werden sollte, wurde ein Schiff mit 5.998 BRT versenkt. Der Durchbruch durch die Straße von Gibraltar in der Nacht auf den 1. Dezember 1941 scheiterte, und das Boot kehrte schwer beschädigt in den nächsten erreichbaren deutschen Stützpunkt an der Biskaya, La Rochelle, zurück.
- 31. Oktober 1941: Versenkung des niederländischen Dampfers Bennekom mit 5.998 BRT. Der Dampfer wurde durch zwei Torpedos versenkt. Er hatte 900 t Stück- und 300 t Militärgüter geladen und befand sich auf dem Weg von Liverpool über die Tafelbucht in Südafrika nach Colombo. Das Schiff gehörte zum Konvoi OS-10. Es gab neun Tote und 45 Überlebende. (Lage)

### Achte Unternehmung
Das Boot lief am 31. Januar 1942 um 16.45 Uhr von Saint-Nazaire aus und am 23. März 1942 um 10.28 Uhr wieder dort ein. Auf dieser 52 Tage dauernden und 7.171 sm über und 848 sm unter Wasser langen Unternehmung in den Nordatlantik, vor die US-Ostküste, Nova Scotia und Neufundland wurden fünf Schiffe mit 25.464 BRT versenkt.
- 20. Februar 1942: Versenkung des britischen Motorschiffes Empire Seal mit 7.965 BRT. Der Dampfer wurde durch zwei Torpedos versenkt. Er hatte 7.000 t Stahl geladen und war auf dem Weg von New York über Halifax (Nova Scotia) nach Belfast. Es gab einen Toten und 56 Überlebende. (Lage)
- 20. Februar 1942: Versenkung des US-amerikanischen Motorschiffes Lake Osweya mit 2.398 BRT. Das Schiff wurde durch einen Torpedo versenkt. Es hatte Munition und Sprengstoff geladen und befand sich auf dem Weg von New York über Halifax (Nova Scotia) nach Island. Es gab keine Verluste, 37 Überlebende. (Lage)
- 22. Februar 1942: Versenkung des norwegischen Dampfers Torungen mit 1.948 BRT. Der Dampfer wurde durch einen Torpedo und Artillerie versenkt. Er hatte Papier sowie Zellulose geladen und befand sich auf dem Weg von Halifax (Nova Scotia) nach Charleston. Es war ein Totalverlust mit 19 Toten. (Lage)
- 22. Februar 1942: Versenkung des britischen Tankers Kars mit 8.888 BRT. Der Tanker wurde durch einen Torpedo versenkt. Er hatte 12.700 t Flugbenzin und Heizöl geladen und befand sich auf dem Weg von Trinidad über Halifax (Nova Scotia) nach Belfast (Nordirland). Das Schiff gehörte zum Konvoi ON-67 mit 37 Schiffen. Es gab 50 Tote und zwei Überlebende. (Lage)

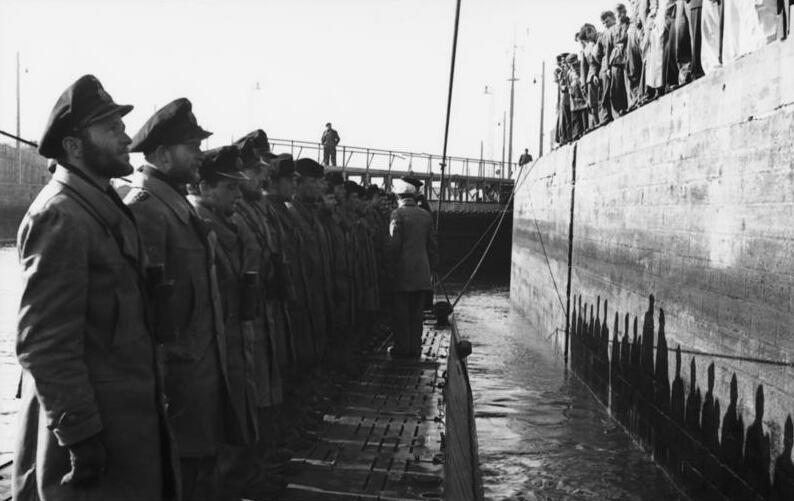
U 96 läuft am 23. März 1942 in St. Nazaire ein

- 9. März 1942: Versenkung des norwegischen Motorschiffes Tyr mit 4.265 BRT. Das Schiff wurde durch einen Torpedo versenkt. Er fuhr in Ballast und war auf dem Weg von Hull nach Halifax (Nova Scotia). Es gab 13 Tote und 18 Überlebende. (Lage)

### Neunte Unternehmung
Das Boot lief am 23. April 1942 um 18.32 Uhr von Saint-Nazaire aus und lief am 1. Juli 1942 um 9.44 Uhr wieder dort ein. U 96 wurde vom 27. bis 28. Mai 1942 von U 116 mit 45 m³ Brennstoff und Proviant, und am 23. Juni 1942 von U 460 mit 20 m³ Brennstoff versorgt. Auf dieser 69 Tage dauernden und zirka 8.900 sm über und 450 sm unter Wasser langen Unternehmung in den Nordatlantik vor Neufundland und der Ostküste der USA wurden keine Schiffe versenkt oder beschädigt.

### Zehnte Unternehmung
Das Boot lief am 24. August 1942 um 10.00 Uhr von Saint-Nazaire aus und am 5. Oktober 1942 wieder dort ein. Es wurde vom 18. bis zum 19. September 1942 von U 461 mit Brennstoff und Proviant versorgt. Auf dieser 43 Tage dauernden und zirka 5.300 sm über und 523 sm unter Wasser langen Unternehmung in den Nordatlantik, östlich von Neufundland, wurden vier Schiffe mit insgesamt 15.758 BRT versenkt und ein Schiff mit 12.190 BRT beschädigt. U 96 gehörte zur Gruppe mit den Tarnnamen „Stier“ und „Vorwärts“.
- 10. September 1942: Versenkung des belgischen Dampfers Elisabeth van Belgie mit 4.241 BRT. Der Dampfer wurde durch einen Torpedo versenkt. Er fuhr in Ballast und war auf dem Weg von Liverpool nach New York. Das Schiff gehörte zum Konvoi ON-127. Es gab keine Verluste, 39 Überlebende. (Lage)
- 10. September 1942: Beschädigung des britischen Tankers F.J. Wolfe mit 12.190 BRT. Der Tanker wurde durch einen Torpedo beschädigt. Er lief am 16. September 1942 in St. John’s (Neufundland) ein. Das Schiff gehörte zum Konvoi ON-127. (Lage)
- 10. September 1942: Versenkung des norwegischen Tankers Sveve mit 6.313 BRT. Der Tanker wurde durch einen Torpedo versenkt. Er fuhr in Ballast und war auf dem Weg von Glasgow nach Curacao. Das Schiff gehörte zum Konvoi ON-127. Es gab keine Verluste, 39 Überlebende. (Lage)
- 11. September 1942: Versenkung des portugiesischen Motortrawlers Delaes mit 415 BRT. Der Trawler wurde durch Artillerie versenkt. Er hatte Fisch geladen und befand sich auf dem Weg von Neufundland nach Portugal. Es gab keine Verluste, 54 Überlebende. (Lage)
- 25. September 1942: Versenkung des britischen Dampfers New York mit 4.989 BRT. Der Dampfer wurde durch einen Torpedo versenkt. Er fuhr in Ballast und war auf dem Weg von New York über St. John’s nach Londonderry. Das Schiff gehörte zum Konvoi RB-1 mit acht Schiffen. Es war ein Totalverlust mit 64 Toten. (Lage)

### Elfte Unternehmung

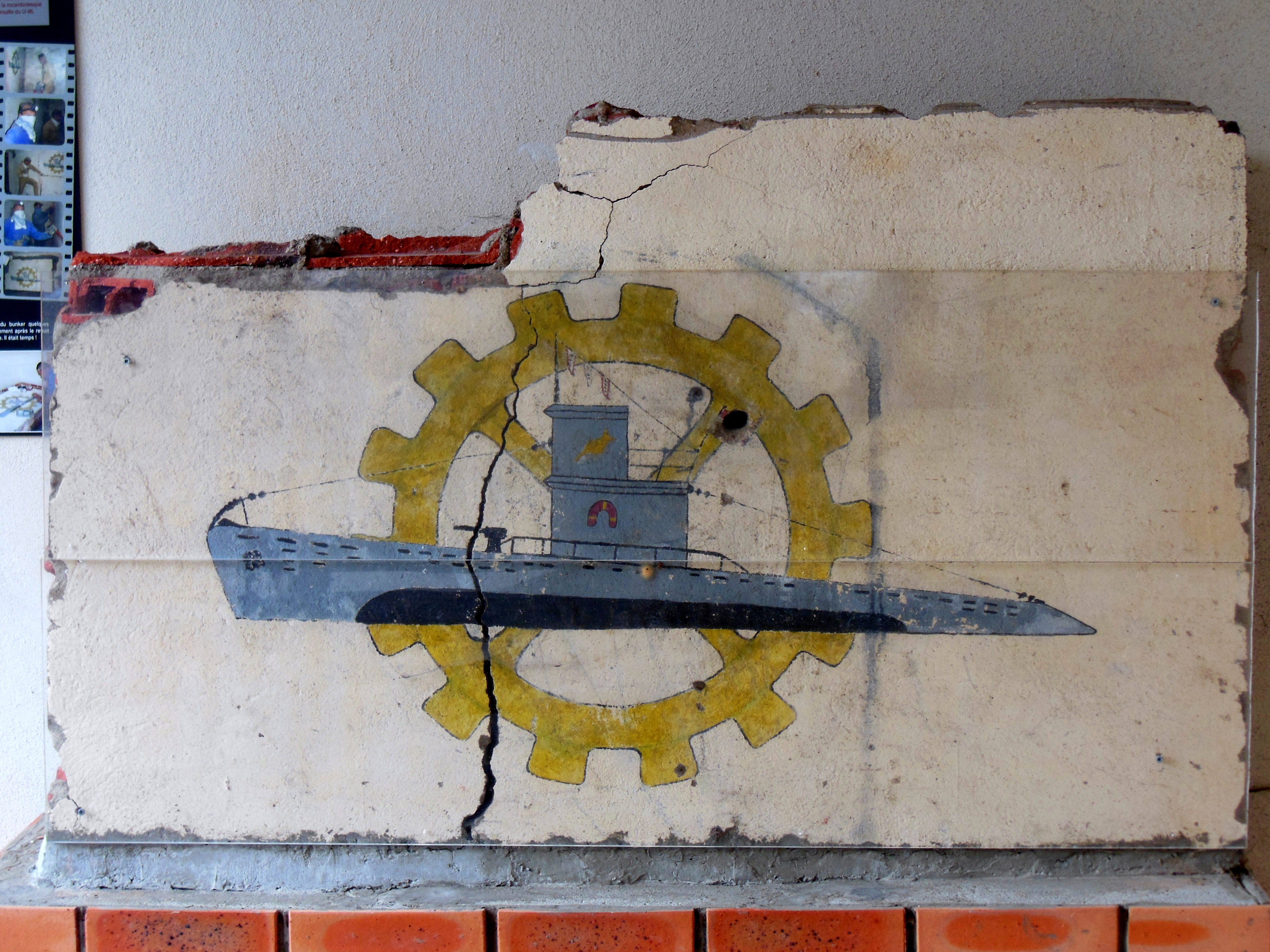
Fresko der U-96, außerhalb des Grand Blockhaus (Batz-sur-Mer, Frankreich).

Das Boot lief am 26. Dezember 1942 um 13.45 Uhr von Saint-Nazaire aus und am 8. Februar 1943 in Königsberg ein. Es machte unterwegs Halt in Bergen (31. Januar/1. Februar), Stavanger (1./2. Februar), Flekkefjord (2./3. Februar), Kristiansand (3./4. Februar), Swinemünde (6./7. Februar) und Gotenhafen (7./8. Februar). Auf dieser 45 Tage dauernden und zirka 5.550 sm über und 463 sm unter Wasser langen Unternehmung in den Nordatlantik, nordöstlich von Neufundland, wurden keine Schiffe versenkt oder beschädigt.

## Verbleib
Das Boot wurde am 30. März 1945 in Wilhelmshaven im Hipper-Becken durch Fliegerbomben während eines Luftangriffes der 8th Air Force der USAAF zerstört. Es war dort bereits am 15. Februar 1945 außer Dienst gestellt worden. Die Reste wurden nach dem Krieg verschrottet.
Der Journalist und Autor Gerrit Reichert forschte über ein Jahr lang in Wilhelmshaven zusammen mit dem Journalisten, Marineexperten und Kapitän zur See a. D. Dr. Frank Ganseuer zum genauen Verbleib der Überreste von U 96. Dabei rekonstruierten sie den Verbleib des Bootes nach dessen Bombardierung. Nach den Forschungsergebnissen liegt der Schluss nahe, dass die Überreste von U 96 im Frühjahr 1948 als Füllmaterial für den neu errichteten Grodendamm verwendet wurden, der seit seiner Errichtung den ehemaligen Kriegshafen vom Banter See und dem Großen Hafen trennt.

## Der Sägefisch

Der Sägefisch: Emblem des Bootes

Das Emblem des Bootes, ein lachender Sägefisch, erschien regelmäßig in der Zeitschrift Erika – Die frohe Zeitung für Front und Heimat. Zeichner des Sägefischs war Hans Kossatz. Seitens der Besatzung der U 96 trat man deshalb an Kossatz heran, um den Sägefisch als Maskottchen für das U-Boot zu erhalten. Kossatz bemalte daraufhin den Turm des U-Bootes persönlich; berichtet wurde darüber in Erika, Heft Nr. 22/1941.

## U 96 im Film
Für den Film Das Boot wurde anhand der 5.000 Fotos, die Buchheim aufgenommen hatte, eine schwimmfähige Attrappe nachgebaut. Diese war auf einem Ponton montiert und deshalb nicht tauchfähig. Die Tauchszenen wurden mit Modellen verwirklicht. Die Innenaufnahmen entstanden im Studio in einem zylindrischen Raum, der die Maße des Druckkörpers hatte. Dieser war auf einer Wippe montiert, um die wechselnde Trimmung des Bootes beim Tauchen oder Auftauchen und die Erschütterungen bei Angriffen mit Wasserbomben zu simulieren.
Der Autor Lothar-Günther Buchheim begleitete als Kriegsberichterstatter den siebten Einsatz des zur 7. U-Boot-Flottille (stationiert in St. Nazaire) gehörenden Bootes vom 26. Oktober 1941 bis 7. Dezember 1941.